# Регіональна гегемонія
У міжнародних відносинах, регіональна гегемонія здійснює вплив через сусідні країни шляхом незалежної один від одної потужної нації, регіонального гегемона. Відносини між регіональними гегемонами та іншими державами в межах їхньої сфери впливу є аналогічною до взаємозв'язку між наддержавою і іншими державами у міжнародній системі.
Відомий вчений міжнародних відносин Джон Міршаймер широко пише про прагнення регіональної гегемонії в його книзі «Трагедія політики великих держав». Згідно з його теорією, відомої як наступальна теорія реалізму, анархічний характер міжнародної системи, прагнення до виживання, а також невизначеність з приводу намірів інших держав, зрештою призводять держави до регіональної гегемонії. Згідно Міршеймера, глобальна гегемонія є недосяжною метою; замість цього, стан, що досяг рівня регіонального гегемона буде працювати, щоб запобігти розвитку рівних конкурентів в інших регіонах.

## Сучасні приклади
Сучасні приклади часто є політично чутливими або спірними. Часто аналіз регіональних гегемонів заснований на конкретному контексті або точці зору, робить їх ідентифікацію суб'єктивно. Сполучені Штати є наочним прикладом регіонального гегемона в Північній і Південній Америці.
Інші регіональні гегемони включають:
- Алжир в Північній Африці[1].
- Індію в Південній Азії[1].
- Індонезію в Південно-Східній Азії.
- Південну Африку в Південній Африці[1].